# 하선호
하선호(2002년 5월 10일 ~)는 대한민국의 가수다. 2019년 싱글 앨범 [돌멩이]로 데뷔했다.

## 방송
- 고등래퍼 2 (2018) - Top16(16위)
- 고등래퍼 3 (2019) - Top12(12위)
- 힙합걸Z (2020)

## 음반
- 고등래퍼2 Final (2018)
- 고등래퍼3 팀대항전 Part 2 (2019)
- 고등래퍼3 팀대항전 Part 3 (2019)
- 고등래퍼3 Instrumental (2019)
- 돌멩이 (2019)
- SPARK (2019)
- 계약우정 OST Part.3 (2020)
- Love Me More (2020)
- 힙합걸Z (2020)
- World is One (2020)

## 공연
- 2019 스카 슈퍼스웩 페스티벌 〈시즌5〉 - 인천 (2019)
- 감성레퍼 어나더레벨 - 영광 (2019)

## 학력
- 창문여자중학교
- 서울외국어고등학교
- 동덕여자대학교 방송연예과 재학[1]